# Prahova Ploiești
Prahova Ploiești was een Roemeense voetbalclub uit de stad Boekarest. De club werd landskampioen in 1915. 

## Geschiedenis
De club werd opgericht in 1909 door Amerikaanse en Nederlandse arbeiders uit de aardolieraffinaderijen van Ploiești onder de naam United AC Ploiești. De club nam deel aan het allereerste officiële kampioenschap van Roemenië in 1909/10 en verloor van Colentina Boekarest. De wedstrijd tegen Olimpia Boekarest werd niet gespeeld, waarop die club tot kampioen uitgeroepen werd. 
Het volgende seizoen versloegen United AC en Olimpia Colentina, waardoor deze laatste uitgeschakeld was. United en Olimpia speelden nog twee wedstrijden, United verloor één en speelde gelijk waardoor Olimpia zijn titel verlengde. In 1911 sloten zich de eerste Roemeense spelers aan bij de club. Het volgende seizoen werd de club kampioen, opmerkelijk was dat bij de wedstrijd tegen Olimpia er slechts negen spelers aantraden omdat sommige spelers van hun ouders niet naar Boekarest mochten reizen. 
In 1912/13 moest de club genoegen nemen met een vierde plaats. In 1914 verlieten een aantal buitenlandse spelers het land of sloten zich aan bij de nieuw opgerichte club Româno-Americană Boekarest. Hierdoor werd de clubnaam veranderd in Prahova Ploiești. In 1915/16 werd de club opnieuw kampioen. Na de Eerste Wereldoorlog nam de club nog deel aan het kampioenschap van 1919/20 en 1920/21, maar zonder succes. 
In 1930/31 won de club het regionale kampioenschap in de finale van Unirea Tricolor Boekarest, maar verloor dan in de eerste ronde van het nationale kampioenschap. Nadat de huidige competitie van start ging in 1932/33 speelde de club eerst nog regionaal en plaatste zich in 1934/35 voor de nieuwe tweede klasse. Na twee seizoenen degradeerde de club, maar kon wel onmiddellijk terugkeren. In 1939 werd de club derde en in 1943 zelfs tweede.
In het eerste seizoen na de Tweede Wereldoorlog speelde de club in de hoogste klasse en werd voorlaatste. Hierna fuseerde de club met Concordia Ploiești en nam deze naam aan. De club werd tweede en vijfde in de tweede klasse. In 1950 veranderde de club opnieuw van naam en werd Partizanul Ploiești en een jaar later Flacara Ploiești. In 1956 werd de naam Energia Ploiesti. In 1962/63 werd de club wegens corruptie naar de onderste voetbalregionen verbannen. 
In 1984 werd de naam Prahova CSU en in 1999 Argus Prahova. In 2000 werd de club ontbonden.

## Erelijst
- Landskampioen

1912, 1916